# 債務担保証券
債務担保証券 (さいむたんぽしょうけん、英: collateralized debt obligation, CDO) は、証券化商品ないし広義の資産担保証券 (ABS) のうち、国や企業に対する貸付債権や公社債といった大口金銭債権を裏付資産とするものである。
裏付資産が公社債のみで構成される場合はCBO (collateralized bond obligation / 債券担保証券) と呼ばれ、同じく貸付債権のみで構成される場合はCLO (collateralized loan obligation / ローン担保証券) と呼ばれるが、いずれもCDOに含まれる。

## 概要
最初の発行例は1987年のドレクセル・バーナム・ランバートによるものである。
複数の公社債、または貸付債権 (ローン) などの資産を保有するオリジネーター (原資産所有者) が、それらをSPVに譲渡し、それらの資産を裏付けとして発行した社債の売出、信託受益権の譲渡などを行うことで、投資家から資金調達をすることが可能になる。また、それら資産のキャッシュフローのみを原資として、投資家への利払い、元本償還に充てるといったことが可能になるため、投資家への元利払いが当該資産より不能になった場合でも一般的にはオリジネーターの他の資産には影響を及ぼさない (ノンリコース)。逆に言うと、当該SPVはオリジネーターからバンクラプシーリモート (倒産隔離) されているという事であり、オリジネーターのデフォルトリスクが直接的にも間接的にもSPVに対して影響を与えないようになっていると言うことである。

## 特徴
CDOは、証券化商品として、優先劣後構造を持っていることを特徴とする。CDO全体から、シニア債 (受益権)、メザニン債 (受益権)、劣後債 (受益権) と言った形でトランシェ (tranche) 毎に分かれた債券、受益権に分割し、売り出されるのが一般的である。優先劣後構造は、CDOを構成するアセットにデフォルトやクレジットイベント等が発生した際に元本が優先的に確保される順位を設定しているものであり、シニアから順番に優先的に元本が確保される。つまり劣後部分についてはかなりのリスク断崖リスクがあるため、利回りも高い。
シニア部分やメザニン部分には高格付けが付与されることが一般的であり、機関投資家の投資対象となっている。
CDOの訴訟がおきている。証券取引委員会とゴールドマン・サックスの係争点は、ゴールドマンが担保証券などのリスク分析を行うACAマネジメントに対し、ヘンリー・ポールソンがゴールドマン組成のサブプライムローンを裏付けとした債務担保証券（CDO）の買い手であると虚偽の申告をしていたかどうかという点だ。このABACUS2007-ACIと呼ばれるCDOの販売が証券詐欺罪の容疑対象になっている。この事件にはABNアムロ銀行と、シティグループが受け皿となったACC Capital Holdings も登場する。委員会が提訴してからゴールドマン・ショックが起きた。

## 償還
CDOは、株式などとは異なり、公社債や金銭債権などのキャッシュフローに期限のあるアセットを原資としているため、発行する債券にも当然償還期限を設ける。
償還には以下のような形態と方法がある。
- 償還形態 (トランシェ間の相関に影響する)
  - シーケンシャル (sequential) - 上位トランシェの償還が終了してから、その下位トランシェの償還を行う方法である。償還期間開始時より、劣後部分の比率が高くなるという特徴がある。
  - プロラタ (pro rata) - 各トランシェの比率を維持しながら償還していく方式である。償還期間開始時より劣後部分の絶対額が下がるため、損失が優先部分に及ぶ可能性が高まる可能性がある。

- 償還方法 (トランシェ毎に設定される)
  - ハードブレット - 満期に一括して償還される方法である。
  - ソフトブレット - 一定条件を元に満期に一括償還する方法である。(償還が不可能な場合は償還日を延長するなどのオプションを盛り込む)
  - コントロールドアモチゼーション - 裏付資産の回収スケジュールから、償還スケジュール (償還日、償還額) を設定して分割して償還する方法である。各種トリガーを設定し、償還が不可能な事態が発生すると判断された場合にはパススルー方式で償還する。
  - パススルー - 裏付資産の元本回収金からそのまま元本を償還する方法である。

## その他のCDO
シンセティックCDO (Synthetic CDO)
公社債などの現物資産から得られるキャッシュフローではなく、CDS (Credit Default Swap) などのクレジットデリバティブ取引を通じて（信用リスクとともに）得られるキャッシュフローを原資として投資家への利払いを行うもの。通常のCDOでは現物資産のキャッシュフローをベースとしていることが多いが、さらにデリバティブなどの金融商品のキャッシュフローを合成することで、より多くのキャッシュフローを生み出すことが出来るため、高利回りの証券化商品の開発が可能となる。
CDO of CDO (CDO2)
CDO自体、大数の法則を用い、個々のアセットにかかるリスクを分散することで、高リスクの商品を低リスク化することを可能にしている (つまり低格付けの商品から高格付けの商品を生み出すことを可能にしている) が、これらCDOの中からお互いにコリレーション(相関)が低い複数のCDOをまとめて新しいCDOを生み出すことで、さらに低リスク化することが可能である。ただし、インナーCDOに毀損が発生した後のアウターCDOの毀損へのスピードは一般的に早く、（CDOマーケット崩壊後の）現在における考察ではレバレッジを利かせたCDOであったとされる。
CPDO (Constant Proportion Debt Obligation)
iTraxxやCDX.IGなどのクレジットスプレッド指標をレバレッジを利かせて売り、高格付けながら高利回りを実現した商品。